# Bratucice
Bratucice (deutsch Bartutschitz) ist eine Ortschaft mit einem Schulzenamt der Gemeinde Rzezawa im Powiat Bocheński der Woiwodschaft Kleinpolen in Polen.

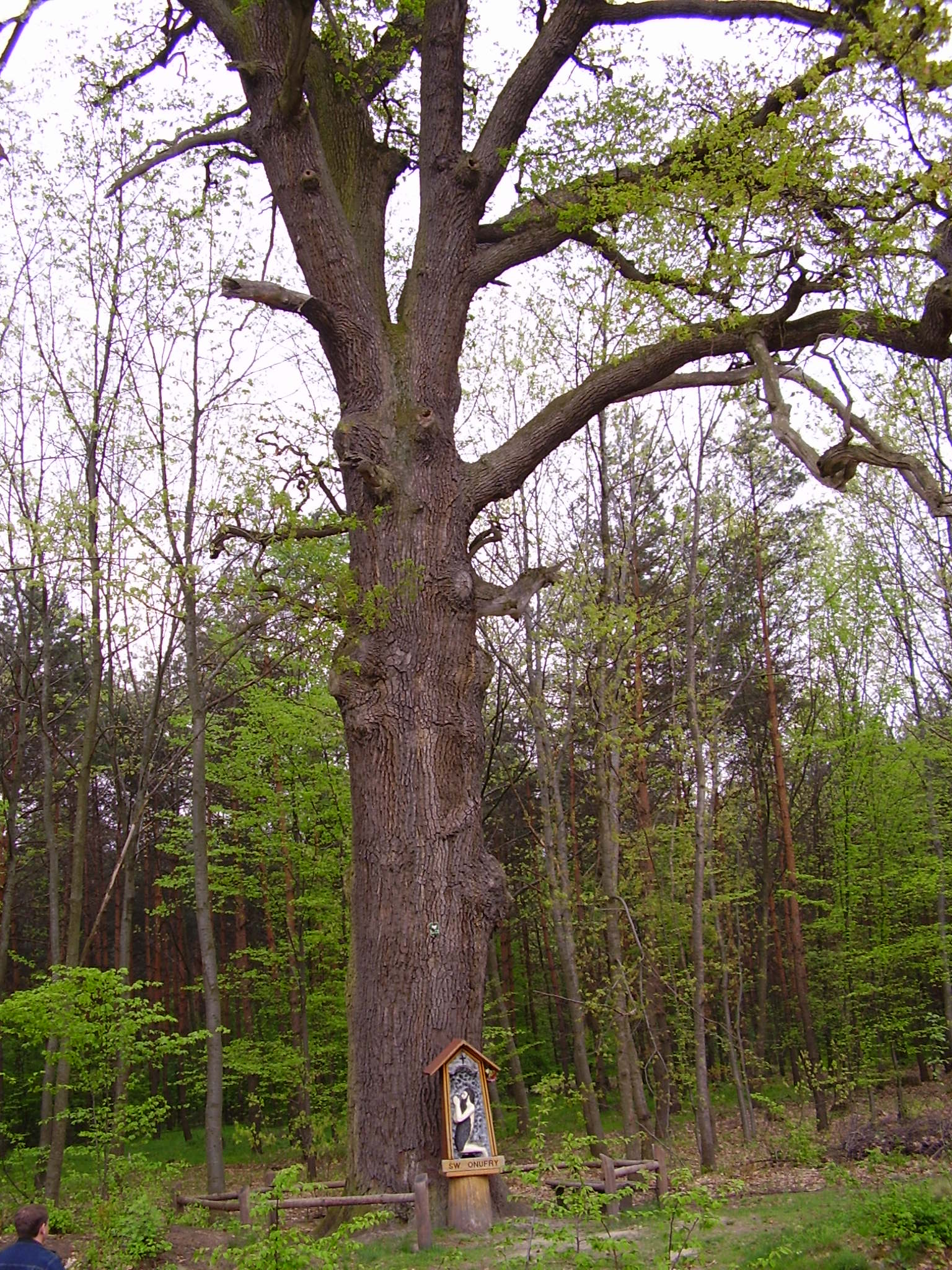
Eiche in Bratucice

## Geographie
Der Ort liegt im Podgórze Bocheńskie, 13 km nordöstlich der Stadt Bochnia. Über die Hälfte der Fläche des Dorfs ist ein Wald im Osten. Die Nachbarorte sind Wrzępia und Strzelce Wielkie im Norden, Rudy-Rysie im Osten, Okulice, Dębina, Buczków und Bucze im Süden, sowie Bessów und Cerekiew im Westen.

## Geschichte
Der Ort wurde im Jahr 1349 als Bratowyce erstmals urkundlich erwähnt. Der heutige Form des Namens tauchte im Jahr 1389 als Brathuczicz auf. Der patronymische Name ist vom Personennamen *Bratuta mit dem Suffix -ice abgeleitet.
Ab 1408 gehörte das Dorf zur Familie Melsztyński (siehe Melsztyn). 1480 wurde das Dorf Dębowy Dział von Bratucice absorbiert. Politisch zählte der Ort zunächst zum Königreich Polen (ab 1569 in der Adelsrepublik Polen-Litauen), Woiwodschaft Krakau, Kreis Szczyrzyc. Bei der Ersten Teilung Polens kam Bratucice 1772 zum neuen Königreich Galizien und Lodomerien des habsburgischen Kaiserreichs (ab 1804).
Im Jahre 1783 wurden im Zuge der Josephinischen Kolonisation deutsche römisch-katholische Kolonisten angesiedelt. Bis Ende des 19. Jahrhunderts wurden die Nachgeborenen der Kolonisten völlig polonisiert und im Jahr 1900 gab es in der Gemeinde Bratucie im Bezirk Bochnia außer polnischsprachigen Römisch-Katholiken nur 14 Juden.
1918, nach dem Ende des Ersten Weltkriegs und dem Zusammenbruch der k.u.k. Monarchie, kam Bratucice zu Polen. Unterbrochen wurde dies nur durch die Besetzung Polens durch die Wehrmacht im Zweiten Weltkrieg.
Von 1975 bis 1998 gehörte Bratucice zur Woiwodschaft Tarnów.

## Persönlichkeiten
- Leopold Okulicki (1898–1946), Brigadegeneral der polnischen Armee und letzter Anführer der Polnischen Heimatarmee;

## Sehenswürdigkeiten

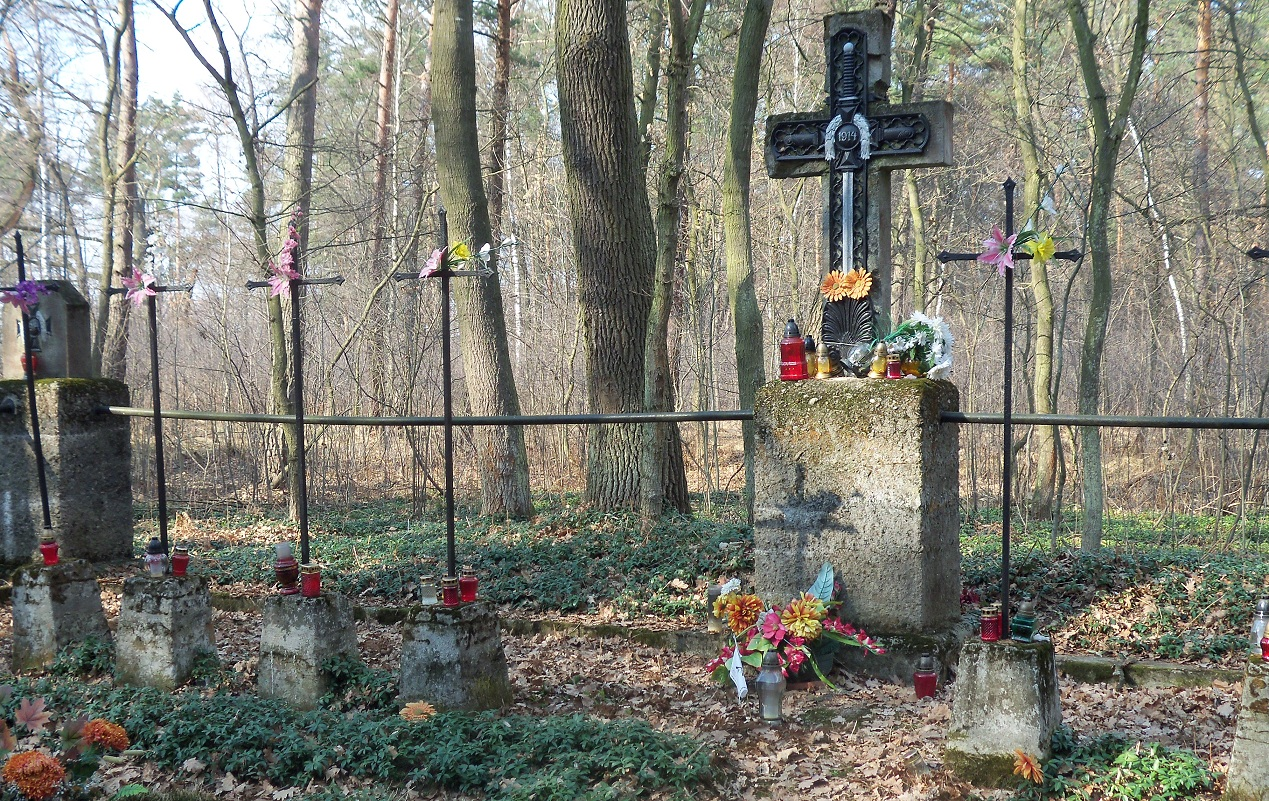
Soldatenfriedhof #318 aus dem Ersten Weltkrieg

- Soldatenfriedhof #318 aus dem Ersten Weltkrieg, nach dem Projekt von Franz Stark, 51 österreichischen Beerdigten;